# Graeme Connors
Graeme Connors (* 29. April 1956 in Mackay, Queensland) ist ein australischer Country-Musiker und Liedtexter. Er ist in Australien bekannt durch seine Hits A Little Further North und Let the Canefields Burn. Während seiner Musikkarriere produzierte Conners vierzehn Alben und erhielt unter anderem vierzehn Mal den Golden Guitar Award unter vielen bedeutsamen australischen Country-Musikpreisen. Er schrieb das Gedicht für das Paralympic Anthem und trat auf der Eröffnungsveranstaltung der Paralympischen Spiele im Jahr 2000 in Sydney auf. Erst kürzlich wurde er für das Album Still Walking als das Album des Jahres 2011 auf dem Tamworth Country Music Festival ausgezeichnet.
Er textete auch das Lied Boomerang in Paradise über die frühsozialistische Kolonie New Australia, die Australier in Paraguay 1893 gründeten.

## Frühe Karriere
Graeme begann seine Musikkarriere in der Mitte der 1970er Jahre als Gesangbegleitung für Auftritte von Kris Kristofferson und für die Band Sherbet. Vermutlich ist sein erstes Album And When Morning Comes.
Während der späten 1970er bis in die späten 1980er Jahre schrieb Connors Liedertexte die große Hits für Slim Dusty, John Denver und Jon English wurden.

## The Eighties
Connors schrieb in der ersten Hälfte der 1980er Jahre Lieder, die auf Truckerfahren basierten und Hits für Slim Dusty wurden. Derartige Beispiele sind I’m Married to My Bulldog Mack und Dieseline Dreams.
1988 gab Conners die Single A Little Further North, die als sein erstes Album unter dem Label North der Australian ABC Records herauskam, anschließend folgten die Singles Let The Canefields Burn, Cyclone Season, Sicilian Born and "A Heartache (Or Two). North" war eines der am besten verkaufen Albums der australischen Countrymusik aller Zeiten.

## Diskografie
- The Song Just Kept On Playin’ (1974; 1999 auf CD als "And When Morning Comes" wiederveröffentlicht)
- North (1988)
- South of These Days (1989)
- Tropicali (1991)
- The Return (1993)
- Homeland (1993)
- The Here and Now (1995)
- The Road Less Travelled (1996)
- One of the Family (1997)
- A Delicate Balance (1999)
- The Best … Til’ Now (2000)
- This Is Life (2002)
- The Moment (2004)
- It’s All Good (2006)
- The Last Supperteers (mit The Fiddler’s Feast) (2007)
- Still Walking (2010)
- At the Speed of Life (2011)
- Kindred Spirit (2013)
- North – 25 Years On (2014)
- 60 Summers – The Ultimate Collection (2016)
- From the Backcountry (2018)